# A Nagy Duett (harmadik évad)
A Nagy Duett című zenés show-műsor harmadik évadja 2014. február 9-én vette kezdetét a TV2-n. A műsorvezetők Liptai Claudia és Till Attila, a zsűritagok Dobrády Ákos, Balázs Klári és Kasza Tibor voltak.
Az évad nyolc részes volt, vasárnaponként sugározta a TV2. A döntőre 2014. március 30-án került sor, ahol a harmadik széria győztesei Hien és Cooky lettek, így ők nyerték el „Az év duettpárja” címet 2014-ben.

## Összesített eredmény
| – A páros továbbjutott                           |
| – A két legkevesebb szavazattal rendelkező páros |
| – A páros kiesett                                |

| #   | Párosok          | Párosok         | 1. adás (február 9.) | 2. adás (február 16.) | 3. adás (február 23.) | 4. adás (március 2.)  | 5. adás (március 9.)  | 6. adás (március 16.) | 7. adás (március 23.) | 8. adás (március 30.)     |
| #   | Amatőrök         | Profik          | 1. adás (február 9.) | 2. adás (február 16.) | 3. adás (február 23.) | 4. adás (március 2.)  | 5. adás (március 9.)  | 6. adás (március 16.) | 7. adás (március 23.) | 8. adás (március 30.)     |
| --- | ---------------- | --------------- | -------------------- | --------------------- | --------------------- | --------------------- | --------------------- | --------------------- | --------------------- | ------------------------- |
| 1.  | Cooky            | Hien            | Továbbjutottak       | Továbbjutottak        | Továbbjutottak        | Továbbjutottak        | Veszélyzóna           | Továbbjutottak        | Veszélyzóna           | 1. helyezettek a döntőben |
| 2.  | Pokorny Lia      | Dolhai Attila   | Veszélyzóna          | Továbbjutottak        | Továbbjutottak        | Továbbjutottak        | Továbbjutottak        | Továbbjutottak        | Továbbjutottak        | 2. helyezettek a döntőben |
| 3.  | Hornyák Hajnalka | Király Viktor   | Továbbjutottak       | Továbbjutottak        | Továbbjutottak        | Továbbjutottak        | Továbbjutottak        | Veszélyzóna           | Továbbjutottak        | 3. helyezettek a döntőben |
| 4.  | Fekete László    | Nótár Mary      | Továbbjutottak       | Továbbjutottak        | Veszélyzóna           | Veszélyzóna           | Továbbjutottak        | Továbbjutottak        | Veszélyzóna           | Kiestek a 7. adásban      |
| 5.  | Gesztesi Máté    | Cserpes Laura   | Továbbjutottak       | Továbbjutottak        | Továbbjutottak        | Továbbjutottak        | Továbbjutottak        | Veszélyzóna           | Kiestek a 6. adásban  | Kiestek a 6. adásban      |
| 6.  | Hujber Ferenc    | Radics Gigi     | Továbbjutottak       | Továbbjutottak        | Továbbjutottak        | Továbbjutottak        | Veszélyzóna           | Kiestek az 5. adásban | Kiestek az 5. adásban | Kiestek az 5. adásban     |
| 7.  | Sarka Kata       | L.L. Junior     | Továbbjutottak       | Továbbjutottak        | Továbbjutottak        | Veszélyzóna           | Kiestek a 4. adásban  | Kiestek a 4. adásban  | Kiestek a 4. adásban  | Kiestek a 4. adásban      |
| 8.  | Csisztu Zsuzsa   | Sipos Péter     | Továbbjutottak       | Veszélyzóna           | Veszélyzóna           | Kiestek a 3. adásban  | Kiestek a 3. adásban  | Kiestek a 3. adásban  | Kiestek a 3. adásban  | Kiestek a 3. adásban      |
| 9.  | Kárász Róbert    | Oroszlán Szonja | Továbbjutottak       | Veszélyzóna           | Kiestek a 2. adásban  | Kiestek a 2. adásban  | Kiestek a 2. adásban  | Kiestek a 2. adásban  | Kiestek a 2. adásban  | Kiestek a 2. adásban      |
| 10. | Joshi Bharat     | Csepregi Éva    | Veszélyzóna          | Kiestek az 1. adásban | Kiestek az 1. adásban | Kiestek az 1. adásban | Kiestek az 1. adásban | Kiestek az 1. adásban | Kiestek az 1. adásban | Kiestek az 1. adásban     |

## Adások

### 1. adás (február 9.)
| #  | Párosok                           | Dal                | Eredeti előadó          | Pontozás     | Pontozás     | Pontozás    | Pontozás | Eredmény        |
| #  | Párosok                           | Dal                | Eredeti előadó          | Dobrády Ákos | Balázs Klári | Kasza Tibor | Összesen | Eredmény        |
| -- | --------------------------------- | ------------------ | ----------------------- | ------------ | ------------ | ----------- | -------- | --------------- |
| 1  | Pokorny Lia és Dolhai Attila      | Színezd újra       | Magna Cum Laude         | 7            | 7            | 7           | 21       | Utolsó előttiek |
| 2  | Joshi Bharat és Csepregi Éva      | Come Together      | The Beatles             | 9            | 8            | 8           | 25       | Kiestek         |
| 3  | Sarka Kata és L.L. Junior         | Sweat              | Inner Circle            | 9            | 8            | 8           | 25       | Továbbjutottak  |
| 4  | Gesztesi Máté és Cserpes Laura    | Think              | Aretha Franklin         | 9            | 8            | 9           | 26       | Továbbjutottak  |
| 5  | Fekete László és Nótár Mary       | Kockahas           | Venus                   | 8            | 9            | 10          | 27       | Továbbjutottak  |
| 6  | Cooky és Hien                     | What's My Name     | Rihanna                 | 7            | 7            | 8           | 22       | Továbbjutottak  |
| 7  | Kárász Róbert és Oroszlán Szonja  | Sajtból van a hold | Demjén Ferenc           | 8            | 9            | 8           | 25       | Továbbjutottak  |
| 8  | Csisztu Zsuzsa és Sipos Péter     | Felicita           | Al Bano és Romina Power | 8            | 10           | 8           | 26       | Továbbjutottak  |
| 9  | Hornyák Hajnalka és Király Viktor | Blurred Lines      | Robin Thicke            | 9            | 10           | 10          | 29       | Továbbjutottak  |
| 10 | Hujber Ferenc és Radics Gigi      | Treasure           | Bruno Mars              | 9            | 10           | 9           | 28       | Továbbjutottak  |

### 2. adás (február 16.)
| # | Párosok                           | Dal                              | Eredeti előadó          | Pontozás     | Pontozás     | Pontozás    | Pontozás | Eredmény        |
| # | Párosok                           | Dal                              | Eredeti előadó          | Dobrády Ákos | Balázs Klári | Kasza Tibor | Összesen | Eredmény        |
| - | --------------------------------- | -------------------------------- | ----------------------- | ------------ | ------------ | ----------- | -------- | --------------- |
| 1 | Csisztu Zsuzsa és Sipos Péter     | It's My Life                     | Bon Jovi                | 9            | 9            | 9           | 27       | Utolsó előttiek |
| 2 | Sarka Kata és L.L. Junior         | Those Days / Ábrándos szép napok | Shaggy / Dolly Roll     | 9            | 9            | 8           | 26       | Továbbjutottak  |
| 3 | Gesztesi Máté és Cserpes Laura    | Várni kell                       | Máté Péter              | 10           | 10           | 9           | 29       | Továbbjutottak  |
| 4 | Pokorny Lia és Dolhai Attila      | Nem adom fel!                    | LGT és Rapülők          | 9            | 10           | 10          | 29       | Továbbjutottak  |
| 5 | Hornyák Hajnalka és Király Viktor | Shape Of My Heart                | Sting                   | 10           | 10           | 10          | 30       | Továbbjutottak  |
| 6 | Kárász Róbert és Oroszlán Szonja  | One Way or Another               | Blondie / One Direction | 9            | 10           | 9           | 28       | Kiestek         |
| 7 | Hujber Ferenc és Radics Gigi      | Happy                            | Pharrell Williams       | 9            | 10           | 9           | 28       | Továbbjutottak  |
| 8 | Cooky és Hien                     | Lehetsz király                   | Rómeó és Júlia          | 9            | 9            | 9           | 27       | Továbbjutottak  |
| 9 | Fekete László és Nótár Mary       | Kicsit szomorkás                 | Kispál és a Borz        | 10           | 10           | 10          | 30       | Továbbjutottak  |

### 3. adás (február 23.)
| # | Párosok                           | Dal              | Eredeti előadó          | Pontozás     | Pontozás     | Pontozás    | Pontozás | Eredmény        |
| # | Párosok                           | Dal              | Eredeti előadó          | Dobrády Ákos | Balázs Klári | Kasza Tibor | Összesen | Eredmény        |
| - | --------------------------------- | ---------------- | ----------------------- | ------------ | ------------ | ----------- | -------- | --------------- |
| 1 | Hornyák Hajnalka és Király Viktor | We Will Rock You | Queen                   | 9            | 9            | 9           | 27       | Továbbjutottak  |
| 2 | Gesztesi Máté és Cserpes Laura    | Get Lucky        | Daft Punk               | 8            | 8            | 8           | 24       | Továbbjutottak  |
| 3 | Sarka Kata és L.L. Junior         | Macarena         | Los Del Río             | 8            | 8            | 8           | 24       | Továbbjutottak  |
| 4 | Hujber Ferenc és Radics Gigi      | Wannabe          | Spice Girls             | 9            | 10           | 9           | 28       | Továbbjutottak  |
| 5 | Fekete László és Nótár Mary       | Barbie Girl      | Aqua                    | 9            | 10           | 10          | 29       | Utolsó előttiek |
| 6 | Csisztu Zsuzsa és Sipos Péter     | Macska duett     | Hofi Géza és Koós János | 10           | 10           | 9           | 29       | Kiestek         |
| 7 | Pokorny Lia és Dolhai Attila      | Rock and roller  | Kovács Kati             | 9            | 8            | 8           | 25       | Továbbjutottak  |
| 8 | Cooky és Hien                     | Stayin' Alive    | Bee Gees                | 10           | 10           | 10          | 30       | Továbbjutottak  |

- Extra produkció: Zoltán Erika és Hajdú Péter – Crying At The Discoteque

### 4. adás (március 2.)
| # | Párosok                           | Dal                      | Eredeti előadó                  | Pontozás     | Pontozás     | Pontozás    | Pontozás | Eredmény        |
| # | Párosok                           | Dal                      | Eredeti előadó                  | Dobrády Ákos | Balázs Klári | Kasza Tibor | Összesen | Eredmény        |
| - | --------------------------------- | ------------------------ | ------------------------------- | ------------ | ------------ | ----------- | -------- | --------------- |
| 1 | Fekete László és Nótár Mary       | Szexepilem               | Bon-Bon                         | 9            | 9            | 9           | 27       | Utolsó előttiek |
| 2 | Hornyák Hajnalka és Király Viktor | Létezem                  | R-GO                            | 9            | 10           | 9           | 28       | Továbbjutottak  |
| 3 | Pokorny Lia és Dolhai Attila      | What Does the Fox Say?   | Ylvis                           | 10           | 10           | 10          | 30       | Továbbjutottak  |
| 4 | Hujber Ferenc és Radics Gigi      | One                      | U2 és Mary J. Blige             | 10           | 9            | 10          | 29       | Továbbjutottak  |
| 5 | Sarka Kata és L.L. Junior         | Fény                     | Szinetár Dóra & Bereczki Zoltán | 8            | 8            | 8           | 24       | Kiestek         |
| 6 | Gesztesi Máté és Cserpes Laura    | I Love Rock ’N’ Roll     | Joan Jett                       | 9            | 9            | 9           | 27       | Továbbjutottak  |
| 7 | Cooky és Hien                     | They Don’t Care About Us | Michael Jackson                 | 10           | 10           | 10          | 30       | Továbbjutottak  |

- Extra produkció: Szandi és Zsidró Tamás – Afrika

### 5. adás (március 9.)
| # | Párosok                           | Dal                  | Eredeti előadó | Pontozás     | Pontozás     | Pontozás    | Pontozás | Eredmény        |
| # | Párosok                           | Dal                  | Eredeti előadó | Dobrády Ákos | Balázs Klári | Kasza Tibor | Összesen | Eredmény        |
| - | --------------------------------- | -------------------- | -------------- | ------------ | ------------ | ----------- | -------- | --------------- |
| 1 | Hujber Ferenc és Radics Gigi      | Szellemvillág        | Edda Művek     | 9            | 10           | 9           | 28       | Kiestek         |
| 2 | Cooky és Hien                     | Cuban Pete           | A Maszk        | 9            | 10           | 9           | 28       | Utolsó előttiek |
| 3 | Gesztesi Máté és Cserpes Laura    | Ai Se Eu Te Pego     | Michel Teló    | 9            | 9            | 9           | 27       | Továbbjutottak  |
| 4 | Fekete László és Nótár Mary       | Sohase mondd         | Hernádi Judit  | 9            | 10           | 10          | 29       | Továbbjutottak  |
| 5 | Pokorny Lia és Dolhai Attila      | Gyelem, gyelem       | Bangó Margit   | 10           | 10           | 10          | 30       | Továbbjutottak  |
| 6 | Hornyák Hajnalka és Király Viktor | Locked Out of Heaven | Bruno Mars     | 9            | 10           | 9           | 28       | Továbbjutottak  |

- Extra produkció: Király Linda és Szabó Győző – Are You Gonna Go My WayS
- Extra produkció: Szinetár Dóra és Dopeman – Highway to Hell

### 6. adás (március 16.)
| #  | Párosok                           | Dal                    | Eredeti előadó | Pontozás     | Pontozás     | Pontozás    | Pontozás | Eredmény        |
| #  | Párosok                           | Dal                    | Eredeti előadó | Dobrády Ákos | Balázs Klári | Kasza Tibor | Összesen | Eredmény        |
| -- | --------------------------------- | ---------------------- | -------------- | ------------ | ------------ | ----------- | -------- | --------------- |
| 1  | Gesztesi Máté és Cserpes Laura    | The Loco-Motion        | Kylie Minogue  | 10           | 9            | 9           | 28       | Kiestek         |
| 6  | Gesztesi Máté és Cserpes Laura    | If I Had You           | Adam Lambert   | 9            | 10           | 9           | 28       | Kiestek         |
| 2  | Fekete László és Nótár Mary       | Coco Jamboo            | Mr. President  | 10           | 10           | 10          | 30       | Továbbjutottak  |
| 7  | Fekete László és Nótár Mary       | Kell, hogy várj        | Neoton Família | 10           | 9            | 9           | 28       | Továbbjutottak  |
| 3  | Pokorny Lia és Dolhai Attila      | Enter Sandman          | Metallica      | 9            | 10           | 10          | 29       | Továbbjutottak  |
| 9  | Pokorny Lia és Dolhai Attila      | Puszi, nyuszi!         | Postásy Júlia  | 10           | 10           | 9           | 29       | Továbbjutottak  |
| 4  | Hornyák Hajnalka és Király Viktor | Gangsta's Paradise     | Coolio         | 9            | 10           | 10          | 29       | Utolsó előttiek |
| 8  | Hornyák Hajnalka és Király Viktor | Faith                  | George Michael | 10           | 10           | 10          | 30       | Utolsó előttiek |
| 5  | Cooky és Hien                     | A csitári hegyek alatt | Magyar népdal  | 10           | 10           | 10          | 30       | Továbbjutottak  |
| 10 | Cooky és Hien                     | Vogue                  | Madonna        | 10           | 10           | 10          | 30       | Továbbjutottak  |

- Extra produkció: Bangó Margit és Lakatos Márk – Umbala umba

### 7. adás – Elődöntő (március 23.)
| # | Párosok                           | Dal                         | Eredeti előadó                   | Pontozás     | Pontozás     | Pontozás    | Pontozás | Eredmény        |
| # | Párosok                           | Dal                         | Eredeti előadó                   | Dobrády Ákos | Balázs Klári | Kasza Tibor | Összesen | Eredmény        |
| - | --------------------------------- | --------------------------- | -------------------------------- | ------------ | ------------ | ----------- | -------- | --------------- |
| 1 | Pokorny Lia és Dolhai Attila      | Feel This Moment            | Pitbull ft. Christina Aguilera   | 9            | 10           | 9           | 28       | Továbbjutottak  |
| 7 | Pokorny Lia és Dolhai Attila      | Várni rád egy éjen át       | Hungária                         | 10           | 10           | 10          | 30       | Továbbjutottak  |
| 2 | Cooky és Hien                     | Wake Me Up Before You Go-Go | Wham!                            | 10           | 10           | 9           | 29       | Utolsó előttiek |
| 6 | Cooky és Hien                     | Telephone                   | Lady Gaga és Beyoncé             | 10           | 10           | 10          | 30       | Utolsó előttiek |
| 3 | Hornyák Hajnalka és Király Viktor | Keresem a lányt             | V.I.P.                           | 10           | 10           | 9           | 29       | Továbbjutottak  |
| 5 | Hornyák Hajnalka és Király Viktor | Scream                      | Janet Jackson és Michael Jackson | 10           | 10           | 10          | 30       | Továbbjutottak  |
| 4 | Fekete László és Nótár Mary       | Lambada                     | Kaoma                            | 9            | 10           | 9           | 28       | Kiestek         |
| 8 | Fekete László és Nótár Mary       | Táncoló fekete lakkcipők    | Komár László                     | 10           | 10           | 10          | 30       | Kiestek         |

- Extra produkció: Szulák Andrea és Papp Gergő – Szerelem
- Extra produkció: Bereczki Zoltán és Peller Mariann – Conga

### 8. adás – Döntő (március 30.)
| # | Párosok                           | Dal                             | Eredeti előadó  | Pontozás     | Pontozás     | Pontozás    | Pontozás | Eredmény       |
| # | Párosok                           | Dal                             | Eredeti előadó  | Dobrády Ákos | Balázs Klári | Kasza Tibor | Összesen | Eredmény       |
| - | --------------------------------- | ------------------------------- | --------------- | ------------ | ------------ | ----------- | -------- | -------------- |
| 1 | Cooky és Hien                     | Only Girl                       | Rihanna         | 10           | 10           | 10          | 30       | 1. helyezettek |
| 4 | Cooky és Hien                     | Jai Ho!                         | Gettómilliomos  | 10           | 10           | 10          | 30       | 1. helyezettek |
| 7 | Cooky és Hien                     | They Don’t Care About Us        | Michael Jackson |              |              |             |          | 1. helyezettek |
| 2 | Pokorny Lia és Dolhai Attila      | Fekete Rúzs                     | Zséda           | 10           | 10           | 10          | 30       | 2. helyezettek |
| 6 | Pokorny Lia és Dolhai Attila      | Pump It                         | Black Eyed Peas | 10           | 10           | 10          | 30       | 2. helyezettek |
| 8 | Pokorny Lia és Dolhai Attila      | The Fox (What Does The Fox Say? | Ylvis           |              |              |             |          | 2. helyezettek |
| 3 | Hornyák Hajnalka és Király Viktor | What a Feeling                  | Flashdance      | 10           | 10           | 10          | 30       | 3. helyezettek |
| 5 | Hornyák Hajnalka és Király Viktor | Kedvesem                        | ByeAlex         | 10           | 10           | 10          | 30       | 3. helyezettek |

- Extra produkció: Kökény Attila és Cseke Katinka – A legnagyobb hős
- Extra produkció: Molnár Ferenc „Caramel” és Trokán Nóra – Signed sealed delivered
- Extra produkció: Csík Sándor – A nagy találkozás